# Омельник (приток Днепра, Кировоградская область)
Омельник или Калебердянский Омельник (укр. Омельник, Калебердянський Омельник) — правый приток Днепра — впадает в Каменское водохранилище (Днепродзержинское водохранилище), протекающий по Александрийскому району (Кировоградская область, Украина).

## География
Длина — 63 км. Площадь бассейна — 766 км². Русло реки (отметки уреза воды) в нижнем течении (возле села Морозовка) находится на высоте 74,0 м над уровнем моря. Уклон реки — 0,8 м/км.
Русло средне-извилистое, в верхнем течении пересыхает. Есть пруды. Пойма местами заболоченная с луговой и прибрежно-водной растительностью.
Берёт начало в селе Марьевка. Река у истоков течёт на северо-восток, далее — на северо-запад, в приустьевой части — делает крутой поворот на юго-запад и перед самим устьем поворачивает на северо-запад. Впадает в Днепр на 545 км на высоте 64 м над уровнем моря.
Притоки (от истока к устью):
1. Сухой Омельничек
2. Лозоватка
3. Купьевата